# 松平資昌
松平 資昌（まつだいら すけまさ）は、遠江国浜松藩2代藩主。後に丹後国宮津藩初代藩主。本庄松平家4代。

## 生涯
延享元年（1744年）9月29日、三河吉田藩主松平資訓の三男として三河吉田で生まれる。父の養子となっていた資順が世嗣のまま死去したため、延享4年（1747年）2月2日に世子に指名される。宝暦2年（1752年）5月12日、父の死去により家督を継いで浜松藩主となる。
宝暦8年12月27日（1759年）、丹後宮津藩に移封される。宝暦11年（1761年）4月25日、病弱のため将軍に奉公が出来ないとして、領地の返上、または養子を貰い受け隠居することを願い出る。5月3日、幕府は養子相続と隠居を許可する。資昌は将軍への御目見を果たしていなかったが、親族合意の願い出を受け、本庄松平家の桂昌院との縁から特例として家の存続が認められた。11月27日、家督を養子の資尹に譲って隠居する。宝暦12年（1762年）1月18日に死去、享年19。

## 系譜
- 父：松平資訓（1700年 - 1752年）
- 母：岡本氏
- 養子
  - 男子：松平資尹（1746年 - 1765年） - 酒井忠寄の七男[2]。